# Psiphon
Psiphon es un proxy web diseñado para permitir a usuarios de Internet residentes en países sometidos a censura superar los filtros de contenido.
Su funcionamiento se basa en redes sociales y las conexiones entre nodos son cifradas, lo que dificulta su detección por parte de las autoridades censoras.
Psiphon ha sido desarrollado por Citizen Lab en la Universidad de Toronto. Es gratuito, de código abierto y se distribuye bajo licencia GPL. 
La conexión varía según el país donde se encuentre el usuario.
Psiphon es parte de una categoría de tecnologías conocidas como herramientas de elusión, que están diseñadas para saltear formas técnicas de bloqueo en línea. Usualmente funcionan desviando el tráfico web de manera que evite las máquinas que lo filtran, o bien disfrazando al tráfico para que aparezca como que no está sujeto a filtrado. La aplicación Psiphon lo hace de ambas maneras. En la medida en que las técnicas de filtrado se tornan más sofisticadas, los proveedores de herramientas de elusión siempre deben actualizar su tecnología, por lo que los métodos y estrategias están evolucionando continuamente.
¿Cómo sé que puedo confiar en Psiphon?
Psiphon es una aplicación de código abierto, lo que significa que su código fuente está disponible para que cualquiera lo revise, y comente sobre cómo están implementados el sistema y las tecnologías criptográficas subyacentes. Psiphon no solamente efectúa revisiones internas de código, sino que también tiene auditorías regulares y pruebas de penetración efectuadas por varias firmas externas.